# Belsito
Belsito est une commune de la province de Cosenza, dans la région de Calabre, en Italie.

## Administration
| Période                                  | Période  | Identité                | Étiquette | Qualité       |
| ---------------------------------------- | -------- | ----------------------- | --------- | ------------- |
| 29 mai 2007                              | En cours | Antonio Giuseppe Basile |           | centre-gauche |
| Les données manquantes sont à compléter. |          |                         |           |               |

### Communes limitrophes
Altilia, Carpanzano, Malito, Marzi, Paterno Calabro